# Alberto da Giussano

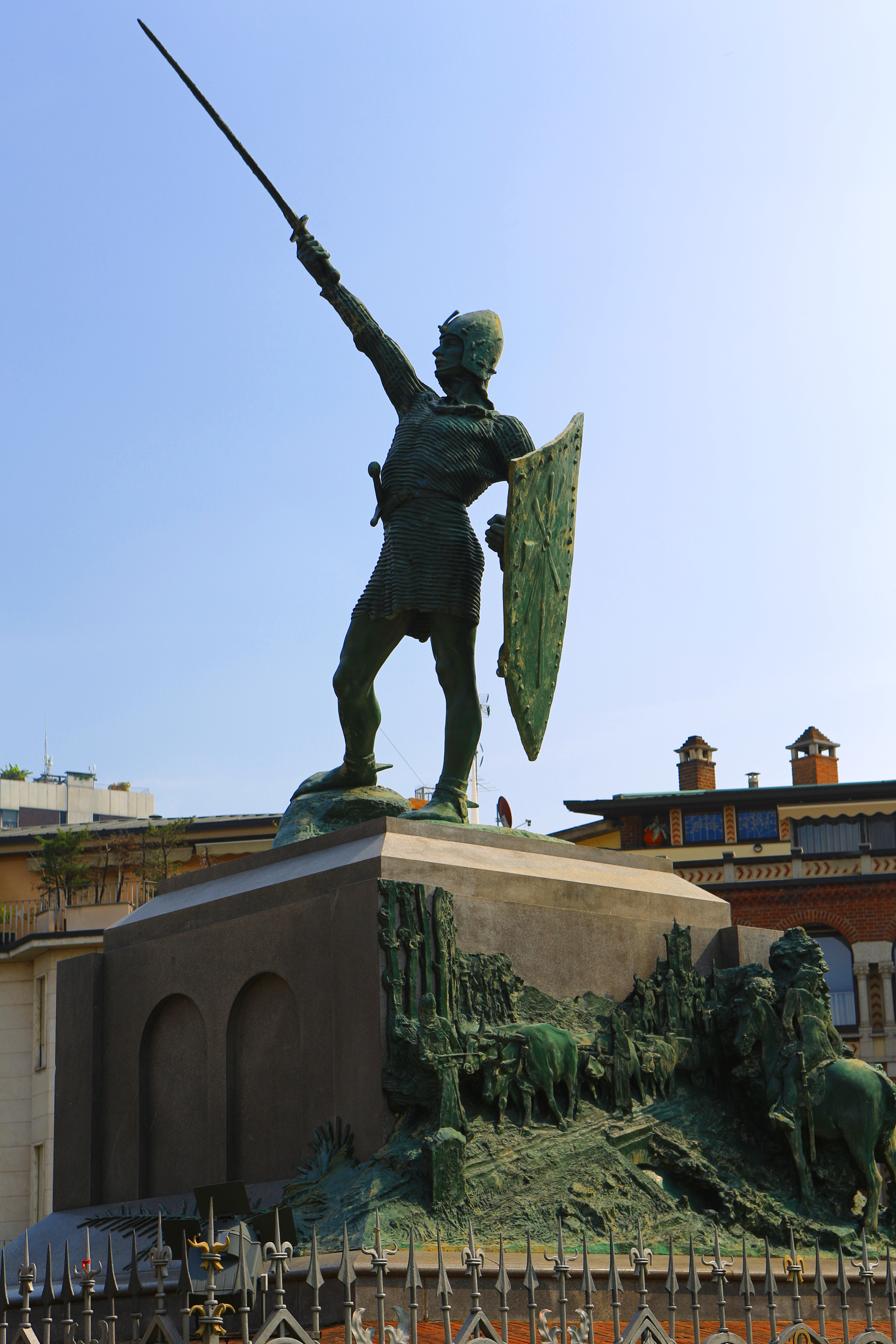
Il Monumento al Guerriero di Legnano, spesso impropriamente associato ad Alberto da Giussano

Alberto da Giussano (in lombardo Albert de Giussan, in latino Albertus de Gluxano) è un personaggio leggendario del XII secolo che avrebbe partecipato, da protagonista, alla battaglia di Legnano (29 maggio 1176). In realtà, secondo gli storici, l'effettivo capo militare della Lega Lombarda nel celebre scontro militare con Federico Barbarossa fu Guido da Landriano. Analisi storiche fatte nel corso del tempo hanno infatti dimostrato che la figura di Alberto da Giussano non è mai esistita.
In passato gli storici, tentando di trovare un riscontro reale, hanno ipotizzato l'identificazione della sua figura con Albertus de Carathe (Alberto da Carate) e Albertus Longus (Alberto Longo), entrambi tra i milanesi che firmarono nel marzo 1167 a Cremona il patto che istituiva la Lega Lombarda, oppure in un Alberto da Giussano menzionato in un ricorso del 1196 presentato a papa Celestino III sull'amministrazione della chiesa-ospedale di San Sempliciano. Queste, però, sono tutte identificazioni deboli, visto che sono prive di conferme storiche chiare e convincenti.

## Storia

### La leggenda

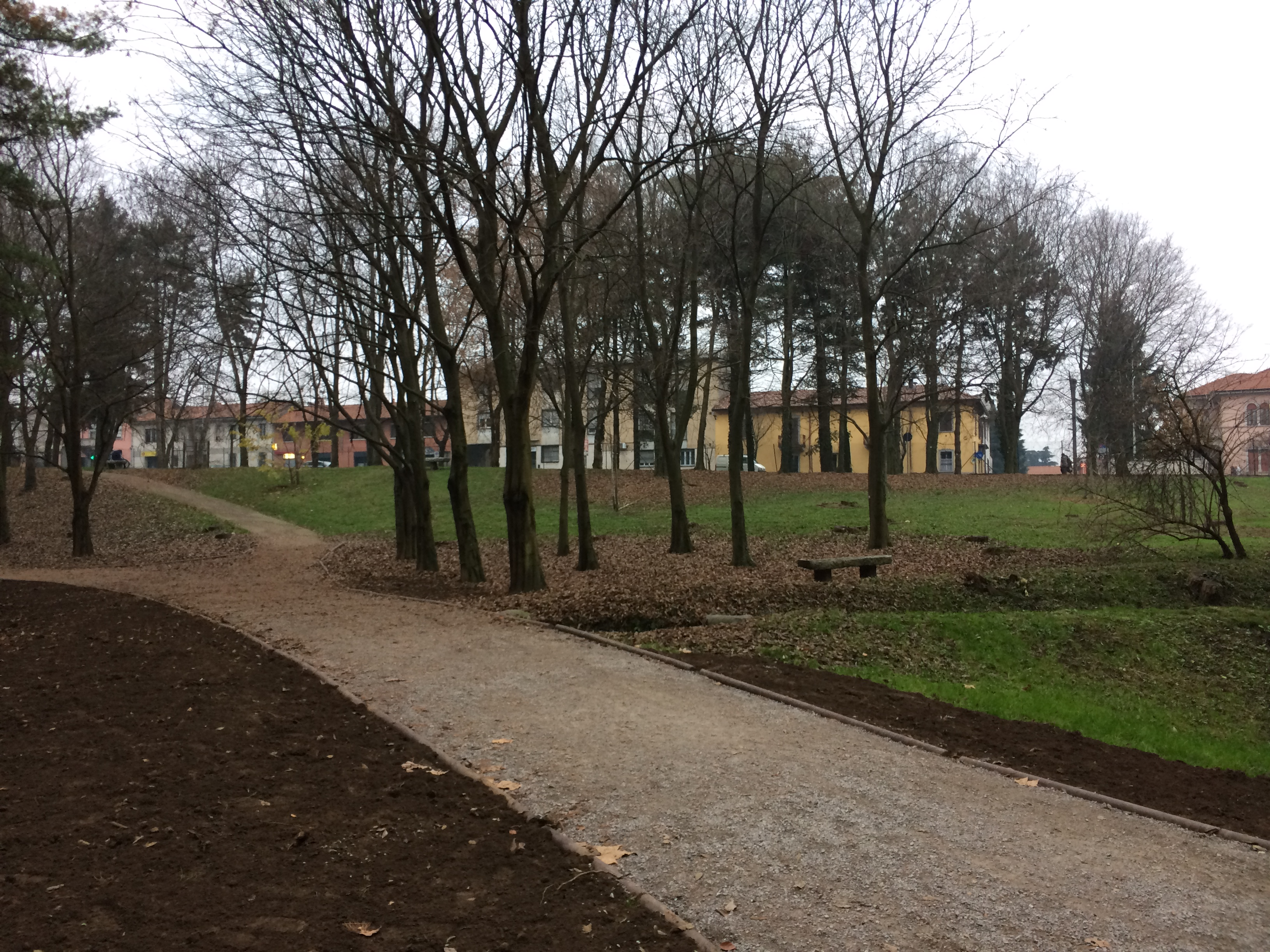
Scorcio del parco Castello a Legnano. Sullo sfondo si vede il quartiere legnanese di Costa San Giorgio, mentre in primo piano è visibile parte della scarpata che potrebbe essere stata teatro della battaglia di Legnano

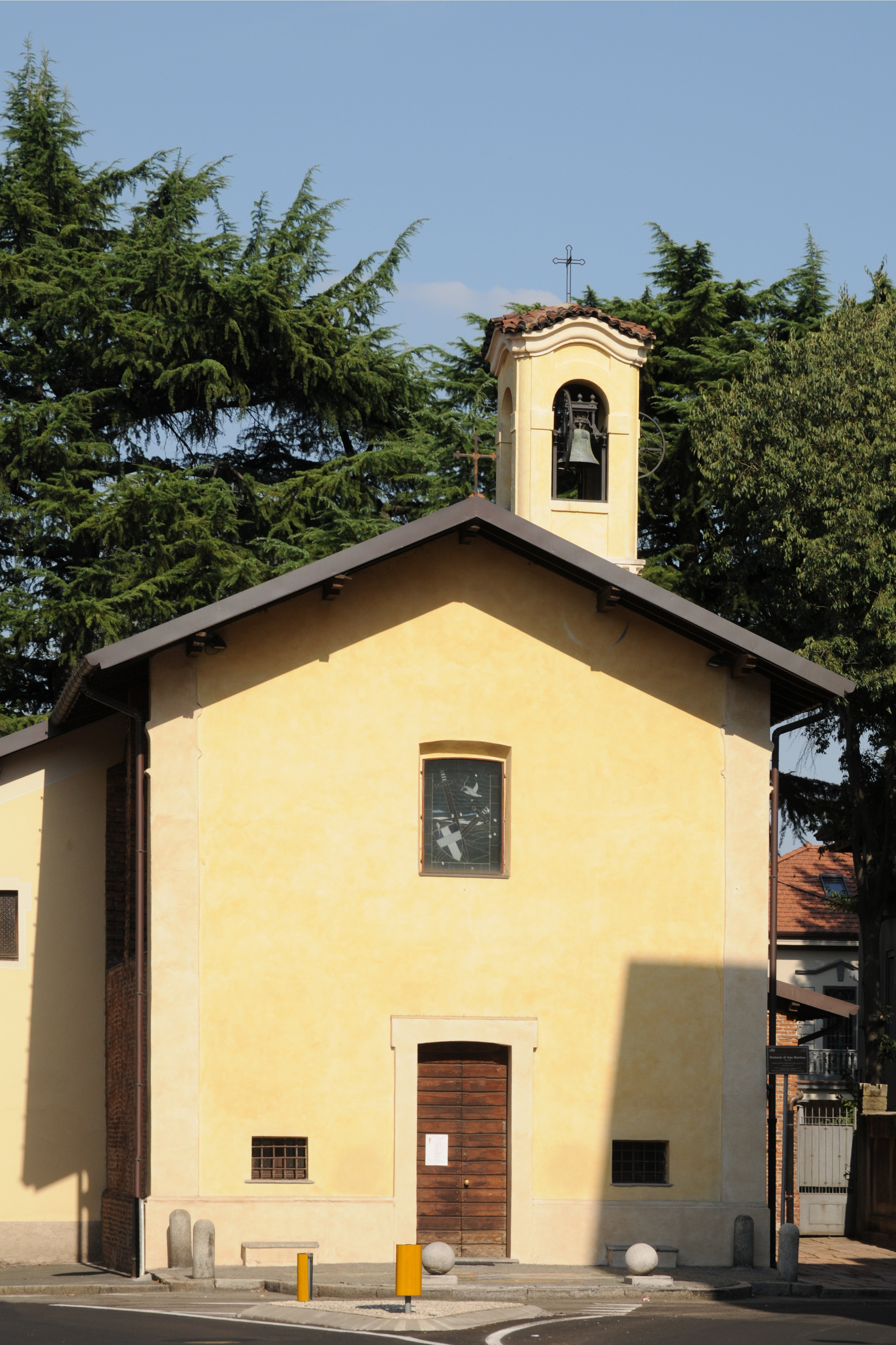
La chiesa di San Martino a Legnano, che domina un pendio che digrada verso l'Olona, altro possibile luogo dove potrebbe essere stata combattuta la battaglia di Legnano

Il nome di Alberto da Giussano apparve per la prima volta nella cronaca storica della città di Milano scritta dal frate domenicano Galvano Fiamma nella prima metà del XIV secolo, cioè 150 anni dopo il celebre scontro di Legnano. Alberto da Giussano venne descritto come un cavaliere che si distinse, insieme ai fratelli Ottone e Raniero, nella battaglia del 29 maggio 1176. Secondo Galvano Fiamma, egli capeggiò la Compagnia della Morte, ovvero un'associazione militare di 900 giovani cavalieri.
La Compagnia della Morte doveva il suo nome al giuramento che fecero i suoi componenti, che prevedeva la lotta fino all'ultimo respiro senza mai abbassare le armi. Secondo Galvano Fiamma la Compagnia della Morte difese fino allo stremo il Carroccio per poi effettuare, nelle fasi finali della battaglia di Legnano, una carica contro l'esercito imperiale di Federico Barbarossa.
Le fonti contemporanee alla battaglia di Legnano non fanno però cenno né all'esistenza di Alberto da Giussano né a quella della Compagnia della Morte.
Da uno stralcio della Chronica Galvanica di Galvano Fiamma possiamo leggere:
(Galvano Fiamma, Chronica Galvanica, cap. 291, f. 81v)
Mentre, su un altro stralcio della stessa opera, questa volta incentrato sulla battaglia di Legnano, possiamo leggere che:
(Galvano Fiamma, Chronica Galvanica, cap. 294, f. 82v)
I racconti di Fiamma andrebbero presi con il beneficio del dubbio dato che nelle sue cronache sono presenti delle inesattezze, delle imprecisioni oltre che dei fatti leggendari. Per quanto concerne quest'ultimo aspetto, Fiamma dichiara che un certo "prete Leone" abbia visto, durante la battaglia di Legnano, tre colombe uscire dalle sepolture dei santi Sisinnio, Martirio e Alessandro alla basilica di San Simpliciano di Milano. I tre volatili si appoggiarono poi sul Carroccio durante lo scontro causando la fuga del Barbarossa. In queste cronache è anche citato il fatto che le compagini militari che difesero il Carroccio fossero tre. La prima era la già menzionata Compagnia della Morte, che comprendeva 900 cavalieri, ognuno dei quali sarebbe stato provvisto di un anello d'oro. La seconda compagnia era invece formata da 300 popolani a guardia del Carroccio, mentre la terza sarebbe stata costituita da 300 carri falcati, ognuno dei quali era guidato da dieci soldati.

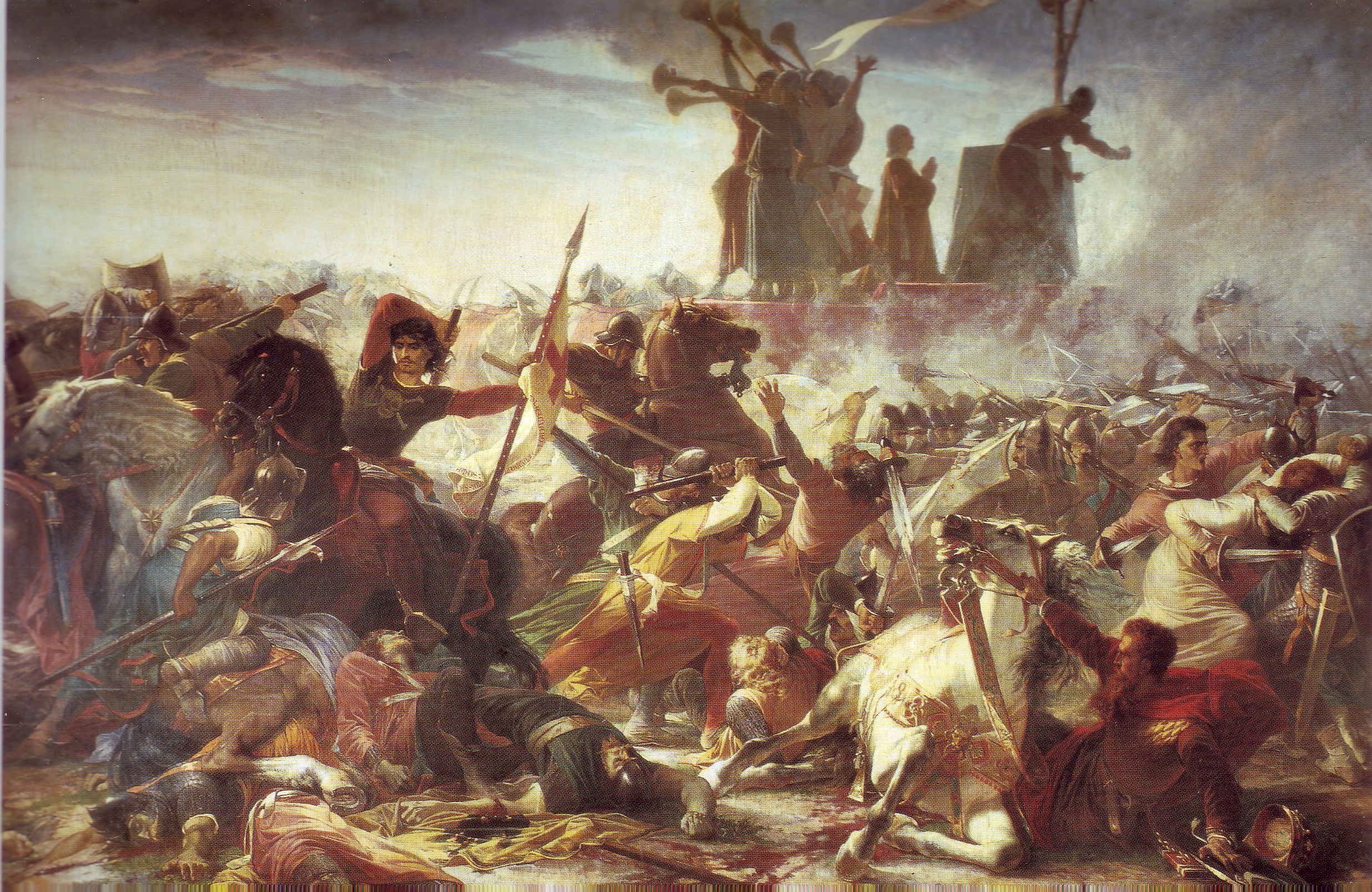
La battaglia di Legnano in un dipinto di Amos Cassioli

Da queste asserzioni si può certamente dedurre l'inattendibilità dei racconti del Galvano. È infatti inverosimile che la battaglia sia stata vinta dalla Lega Lombarda grazie a tre colombe che misero in fuga il Barbarossa. Inoltre pare altrettanto dubbio il fatto che Milano, durante la situazione di ristrettezza economica causata dalla guerra, avesse fornito ben 900 anelli d'oro ai cavalieri della Compagnia della Morte. In aggiunta sembra strano che le altre cronache dell'epoca non menzionino né la presenza di 300 carri falcati, che sarebbe stato un avvenimento molto particolare senz'altro degno di nota, né Alberto da Giussano, né le tre compagnie militari.
Galvano Fiamma, infine, nei suoi scritti, per quanto riguarda le cronache della battaglia, riporta il toponimo storpiato di "Carate" in luogo di Cairate (dove il Barbarossa, effettivamente, alloggiò la notte prima dello scontro di Legnano), e asserisce che gli scontri tra il Barbarossa e la Lega Lombarda siano stati ben due: una a "Carate" (1176) e la seconda tra Legnano e Dairago (29 maggio 1177), inventando quindi una fantomatica battaglia di "Carate" e spostando la battaglia di Legnano all'anno successivo. Ciò suffraga la tesi che questi fatti raccontati in realtà non siano altro che delle fantasie di Galvano. Il fatto che Alberto da Giussano e la Compagnia della Morte non siano mai esistiti è stato poi confermato da molte analisi storiche che si sono svolte nel tempo.
Il motivo dell'invenzione della figura di Alberto da Giussano da parte di Galvano Fiamma risiede probabilmente nel tentativo di fornire alla Lega Lombarda una figura eroica e di spicco che facesse da contraltare a quella del Barbarossa.

### I fatti storici

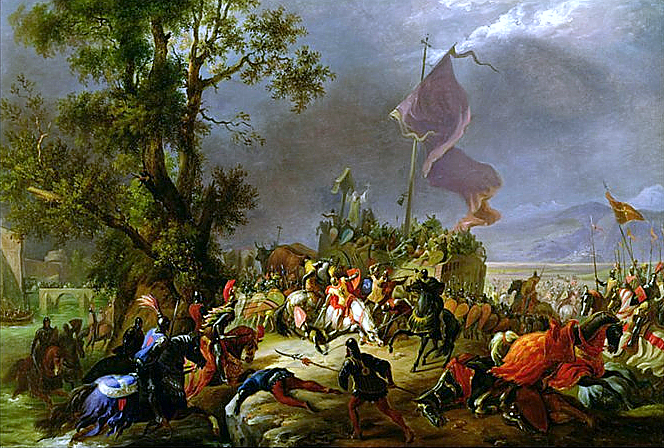
La battaglia di Legnano in un dipinto di Massimo d'Azeglio

In base alle fonti storiche, l'eroica e decisiva resistenza intorno al Carroccio fu in realtà compiuta dalla fanteria comunale, che permise alla restante parte dell'esercito della Lega Lombarda, in realtà capitanata da Guido da Landriano, di sopraggiungere da Milano e di sconfiggere Federico Barbarossa nel celebre scontro di Legnano. Il Carroccio, in particolare, fu posizionato sul bordo di un ripido pendio fiancheggiante il fiume Olona, così che la cavalleria imperiale, il cui arrivo era previsto lungo il corso del fiume, sarebbe stata obbligata ad assalire il centro dell'esercito della Lega Lombarda risalendo la scarpata. Il Barbarossa sarebbe stato quindi obbligato ad assalire l'esercito comunale in una situazione di svantaggio, dato che avrebbe dovuto attaccare dal basso risalendo tale avvallamento.
Considerando le fasi dello scontro, questo potrebbe significare che la famosa battaglia potrebbe essere stata combattuta anche su parte del territorio ora appartenente al comune di San Giorgio su Legnano in prossimità del quartiere di Legnano "costa di San Giorgio", oppure sul territorio dell'odierno quartiere San Martino a Legnano, non essendo individuabile, in altre parti della zona, un avvallamento con queste caratteristiche. L'esercito del Barbarossa arrivò poi dalla parte opposta, da Borsano: ciò obbligò i fanti comunali a resistere intorno al Carroccio, visto che avevano la strada di fuga sbarrata dal fiume Olona, che avevano alle spalle.

## Le ricerche storiche

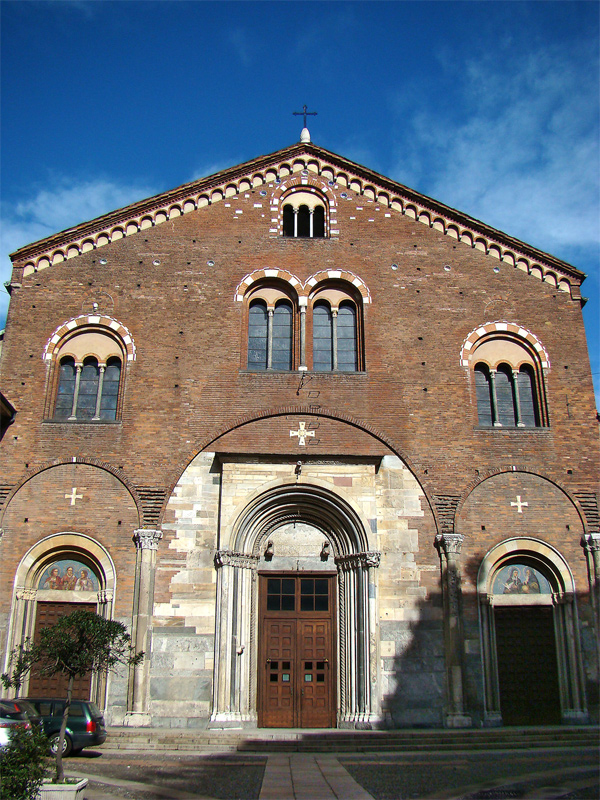
Basilica di San Simpliciano, Milano

Alberto da Giussano era un nome abbastanza in voga al tempo. Ricerche storiche eseguite per altri scopi da Pio Pecchiai hanno rintracciato tal Alberto da Giussano, milanese, contemporaneo agli avvenimenti citati, che viene menzionato, nel 1196, in un ricorso presentato a papa Celestino III da parte di una cinquantina di vicini della Porta Comacina di Milano per una vertenza circa l'amministrazione della chiesa-ospedale di San Sempliciano (al tempo gli ospedali erano spesso legati a strutture religiose).
Il fatto che figuri il nome di un Alberto da Giussano ci può render certi almeno dell'esistenza, proprio in anni vicini all'epoca della lotta della Lega Lombarda contro Federico Barbarossa, di una persona di tale nome, seppure non sussista alcuna certezza che si trattasse di un condottiero, né tanto meno che ci si riferisse al capitano che prese parte alla battaglia alla testa della Compagnia della Morte. Si è poi tentato di identificare Alberto da Giussano con due personaggi storici, Albertus de Carathe (Alberto da Carate) e Albertus Longus (Alberto Longo), che figurano tra i firmatari, per il comune di Milano, del patto istitutivo della Lega Lombarda (Cremona, marzo 1167).
Il fatto più sorprendente rimane comunque che l'Alberto da Giussano citato nel documento notarile dell'epoca avrebbe abitato presso la chiesa-ospedale di San Simpliciano dove la leggenda narra che si fossero levate in volo le tre bianche colombe che i combattenti avrebbero visto durante la battaglia di Legnano posarsi sul pennone del Carroccio. Il documento notarile che contiene l'elenco, non datato, è comunque attribuibile agli anni 1195-1196, il che dimostra che la famiglia "Da Giussano" è milanese e presenta anche suoi esponenti al vertice delle istituzioni comunali cittadine.
Contemporaneo alla battaglia di Legnano è pure un tal Ottone da Giussano, che possedeva beni in Arosio (molto vicino a Giussano) e dintorni. Doveva essere una persona ricca e ragguardevole: il suo nome ricorre in atti del 1183, ovvero del medesimo anno della stipula della pace di Costanza (che venne firmata il 25 giugno del 1183 tra Federico Barbarossa ed i rappresentanti della Lega Lombarda in seguito agli avvenimenti collegati alla battaglia di Legnano), oltre che in documenti del 1190, del 1199 e del 1202. In questi documenti non viene però specificato se costui fosse fratello di Alberto e di Rainerio, ovvero dei due fratelli che parteciparono, secondo la leggenda, alla battaglia di Legnano. L'unico fatto certo è che si trattava di una persona davvero facoltosa e che avrebbe avuto certamente tutto da perdere con la politica del Barbarossa.
Tutte queste identificazioni in persone realmente esistite dell'Alberto da Giussano capitano della Lega Lombarda sono però deboli, visto che sono prive di conferme storiche chiare e convincenti.

## Nell'immaginario collettivo

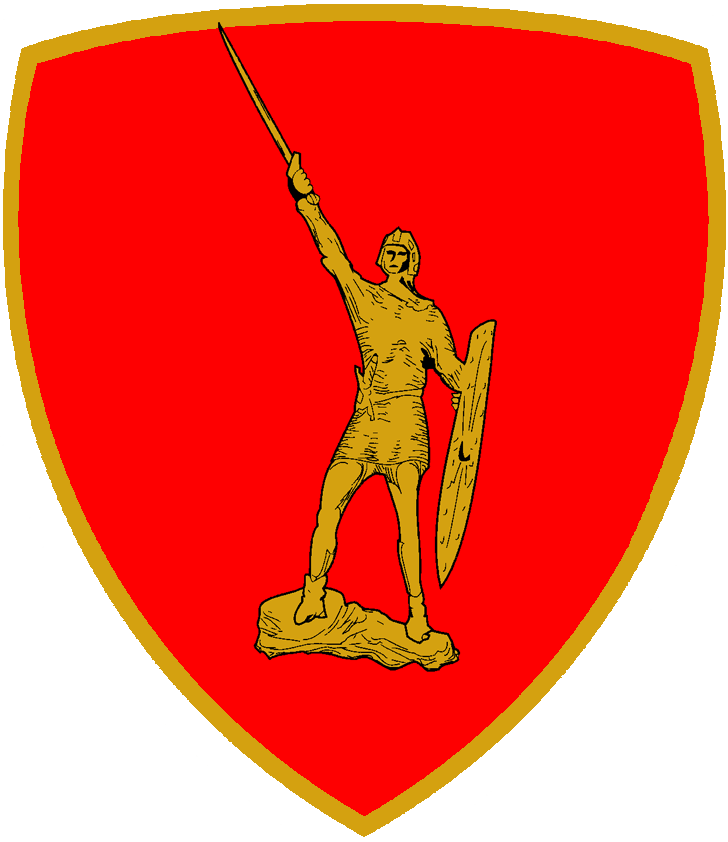
Stemma della Brigata meccanizzata "Legnano"

Pur essendo la figura di Alberto da Giussano priva di fondamento storico, nell'immaginario collettivo egli rimane uno dei simboli, seppur leggendari, della battaglia di Legnano; questo scontro è stato poi celebrato durante il Risorgimento come una vittoria del popolo italiano contro l'invasore straniero, tanto da essere menzionato ne Il Canto degli Italiani di Goffredo Mameli e Michele Novaro, inno nazionale italiano dal 1946 ("[...] Dall'Alpe a Sicilia, dovunque è Legnano [...]"). Il celebre scontro legnanese è diventato poi l'ambientazione dell'opera La battaglia di Legnano di Giuseppe Verdi, che però non cita Alberto da Giussano.
L'intervento del Barbarossa, che preannunciò la battaglia di Legnano, fu invocato da alcuni comuni italiani come Pavia e Como, che erano in lotta contro il predominio di Milano: il capoluogo meneghino, dopo aver distrutto Lodi e aver vinto una guerra decennale contro Como (1127), limitava infatti l'indipendenza e impediva lo sviluppo delle altre città. In realtà la battaglia di Legnano non fu uno scontro per liberare l'Italia dal dominio straniero, bensì una battaglia cercata da Milano e dai suoi alleati per ottenere più autonomia dall'Impero. A conferma di ciò, va anche rimarcato il fatto che alcuni comuni italiani come Pavia e Como fossero alleati con il Barbarossa: in altri parole ogni municipalità faceva i propri interessi senza essere mossa da sentimenti nazionali contro l'invasore straniero.

L'incrociatore Alberto di Giussano

Alberto da Giussano viene citato ripetutamente da Giosuè Carducci nella poesia Il Parlamento, prima parte del componimento incompiuto Della canzone di Legnano, dov'è rappresentato come voce della libertà patria, introducendolo nella quinta strofa con i versi: "[...] Or si fa innanzi Alberto di Giussano. / Di ben tutta la spalla egli soverchia [...]", e inserendo il suo nome in ogni strofa successiva fino alla tredicesima.
L'eroe leggendario lombardo è ricordato durante l'annuale Palio di Legnano, dov'è rappresentato insieme ad altri figuranti che interpretano la Compagnia della Morte. Dopo la rievocazione storica della carica che Alberto da Giussano e la Compagnia della Morte fecero nelle fasi conclusive della battaglia di Legnano, nello stadio cittadino, ha luogo la competizione ippica tra le otto contrade legnanesi.
Negli anni trenta un incrociatore leggero della Regia Marina della classe Condottieri, andato perduto nel corso della seconda guerra mondiale, venne chiamato Alberto di Giussano. Il personaggio di Alberto da Giussano è anche il protagonista del film Barbarossa di Renzo Martinelli (2009), dov'è interpretato dall'attore Raz Degan.

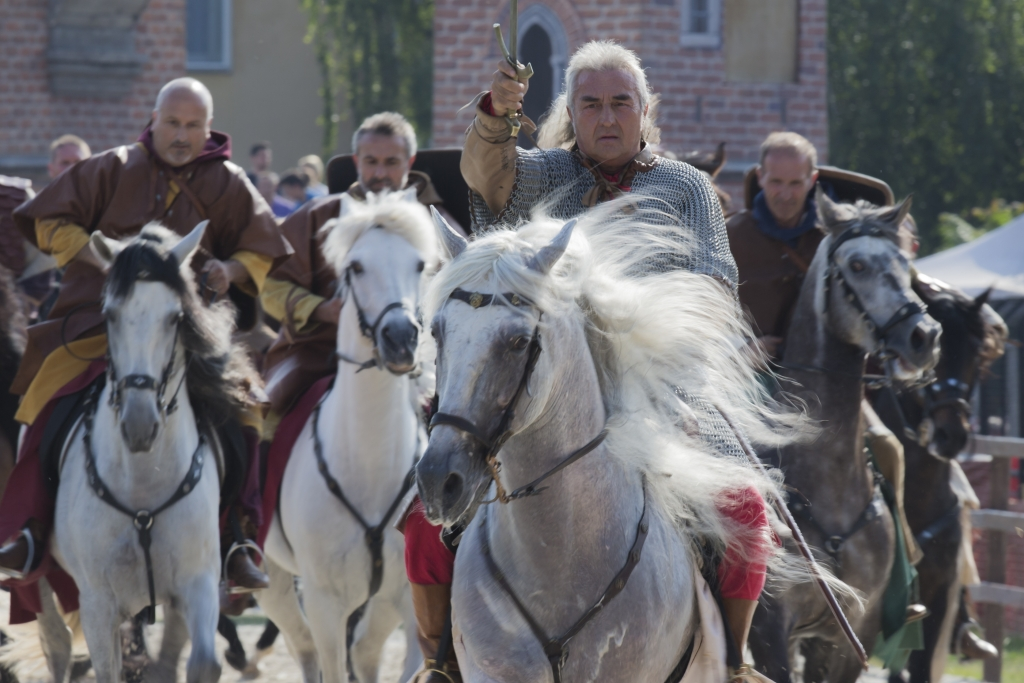
La Compagnia della Morte capitanata da Alberto da Giussano che si appresta a effettuare la carica al palio di Legnano 2014

Il monumento al Guerriero di Legnano, che è presente nella città del Carroccio e che è dedicato ad un combattente dell'omonima battaglia tra la Lega Lombarda e il Barbarossa, è spesso erroneamente associato ad Alberto da Giussano. La statua rappresenta un soldato in una posa poi diventata famosa, con lo scudo nella mano sinistra e la spada alzata nella destra in modo da simboleggiare il giubilo per la fine della battaglia di Legnano e per la sconfitta di Federico Barbarossa.
Nel 1934 venne costituita la 58ª Divisione fanteria "Legnano" del Regio Esercito: l'effigie comunemente attribuita all'eroe leggendario lombardo (che in realtà è quella del monumento al Guerriero di Legnano) venne ampiamente utilizzata nell'iconografia dell'unità (cartoline, calendari etc). La stessa effigie fu utilizzata nei distintivi del Corpo Italiano di Liberazione e del Gruppo di combattimento "Legnano", ambedue attivi nella guerra di liberazione italiana (1943-1945). Successivamente lo stemma passò alla ricostituita Divisione di Fanteria "Legnano" (15 ottobre 1945), poi Brigata meccanizzata "Legnano" (1975) e infine, il 16 settembre 1996, al Comando Unità Supporti "Legnano" nell'ambito della 131ª Divisione corazzata "Centauro", di cui faceva già parte. Il comando fu poi sciolto l'anno successivo.
Il Guerriero di Legnano è divenuto il simbolo anche del Legnano calcio, dell'azienda produttrice di biciclette Legnano, della squadra ciclistica Legnano e del movimento politico autonomista della Lega Nord.